# جويدو فيانيلو
جويدو فيانيلو (بالإيطالية: Guido Vianello) (مواليد 9 مايو 1994) هو ملاكم إيطالي، مثّل بلاده في الألعاب الأولمبية الصيفية 2016.

## روابط خارجية
جويدو فيانيلو على موقع بوكس ريك (الإنجليزية) (registration required)
- جويدو فيانيلو على موقع أوليمبيديا (الإنجليزية)